# Jean-Louis Curtis
Jean-Louis Curtis (n. 22 mai 1917, Orthez, Aquitaine, Franța – d. 11 noiembrie 1995, Paris, Île-de-France, Franța) a fost un scriitor francez care a câștigat Premiul Goncourt în 1947 pentru romanul Les Forêts de la nuit.

## Repere biografice
Fiul lui Pau Laffitte, producător de mobilă, și al Mariei Sarlangue, după studii secundare în orașul său natal, Orthez (Pyrénées-Atlantiques), Jean-Louis Curtis a urmat cursurile Facultății de Litere din Bordeaux. A fost apoi student la Sorbona înainte de a rămâne în Anglia din septembrie 1937 până în iulie 1939. Mobilizat în august 1939, a făcut parte din Forțele Aeriene din ianuarie 1940. A fost transferat în Maroc în mai 1940. Demobilizat la sfârșitul lunii septembrie 1940, s-a întors în Franța, unde a predat la liceul din Bayonne. În august 1944, a participat, în cadrul Corps franc Pommiès, la campania pentru eliberarea Franței.
În 1946, a publicat primul său roman, Les Jeunes Hommes. În 1947, a câștigat Premiul Goncourt pentru romanul Les Forêts de la nuit. În 1955, a părăsit învățământul pentru a se dedica activității sale de scriitor. Din 1963 până în 1972, a fost, de asemenea, membru al comisiei de acordare a subvențiilor din cadrul Centrului Național al Cinematografiei. În 1972, a primit Marele Premiu pentru Literatură al Academiei Franceze pentru întreaga sa operă. Specialist în Shakespeare, este responsabil pentru subtitrarea în franceză a adaptărilor televizate ale pieselor dramaturgului englez, produse de BBC din 1978 până în 1985 și difuzate în Franța la mijlocul anilor 1980. A fost ales membru al Academiei Franceze în 1986. A scris mai multe colecții de pastișe despre evenimente contemporane: revoltele studențești din mai 1968 și victoria socialistă din Franța în mai 1981.

## Opera
- Les Jeunes Hommes, Juillard, Paris, 1946
- Les Forêts de la nuit, Julliard, Paris, 1947, Premiul Goncourt
- Gibier de potence, Julliard, Paris, 1949
- Haute École, Julliard, Paris, 1950
- Chers corbeaux, Julliard, Paris, 1951
- Les Justes Causes, Julliard, Paris, 1954
- L'Échelle de soie, Julliard, Paris, 1956
- Un Saint au néon, Denoël, Paris, 1956
- La Parade, Julliard, Paris, 1960
- Cygne sauvage, Julliard, Paris, 1962
- Traduction du Roi Lear, Gallimard, Paris, 1965
- La Quarantaine, Julliard, Paris, 1966
- Un jeune couple, Julliard, Paris, 1967
- Le Thé sous les cyprès, Julliard, Paris, 1969
- Un miroir le long du chemin, Julliard, Paris, 1969
- Le Roseau pensant, Julliard, Paris, 1971
- La Chine m'inquiète, Grasset, Paris, 1972 - reeditată în 1999 în colecția „Caietele roșii”, ISBN: 2-246-11362-8
- Questions à la littérature, editura Stock, Paris, 1973
- L'Étage noble, Flammarion, Paris, 1976
- L'Horizon dérobé, Flammarion, Paris, 1978
- La Moitié du chemin (tome 2 de l'Horizon dérobé), Flammarion, Paris, 1980
- Le Battement de mon cœur (tome 3 de l'Horizon dérobé), Flammarion, Paris, 1981
- Le Mauvais Choix (1984), Flammarion, Paris, 1984, ISBN: 2-08-064615-X
- Le Temple de l'amour, Flammarion, Paris, 1990, ISBN: 2-7242-6133-X
- Une éducation d'écrivain, Flammarion, Paris, 1992, ISBN: 2-080-6473-18
- La France m'épuise, Flammarion, Paris, 1982, ISBN: 2-08-064453-X
- Le Monde comme il va, Les Éditions du Rocher, 1995,ISBN: 2-26-8020371
- Andromède, Albin Michel, Paris, 1996.